# Пхеньянский электровозостроительный завод

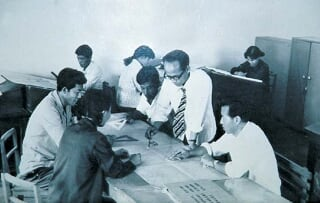
Коллектив конструкторов работает над проектированием локомотива класса Red flag 1, 1960 год

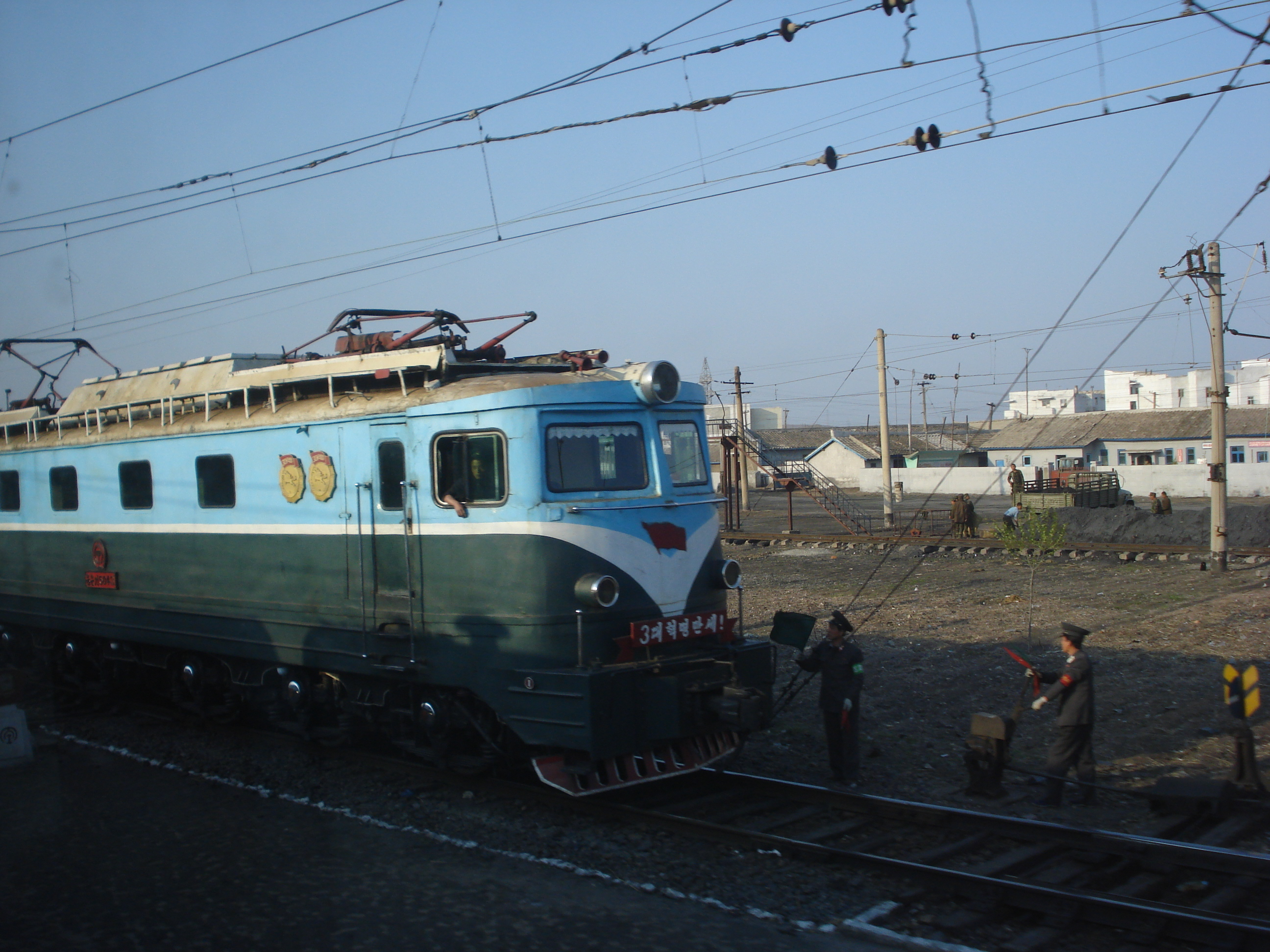
Локомотив класса Red Flag 1: первый локомотив производства КНДР

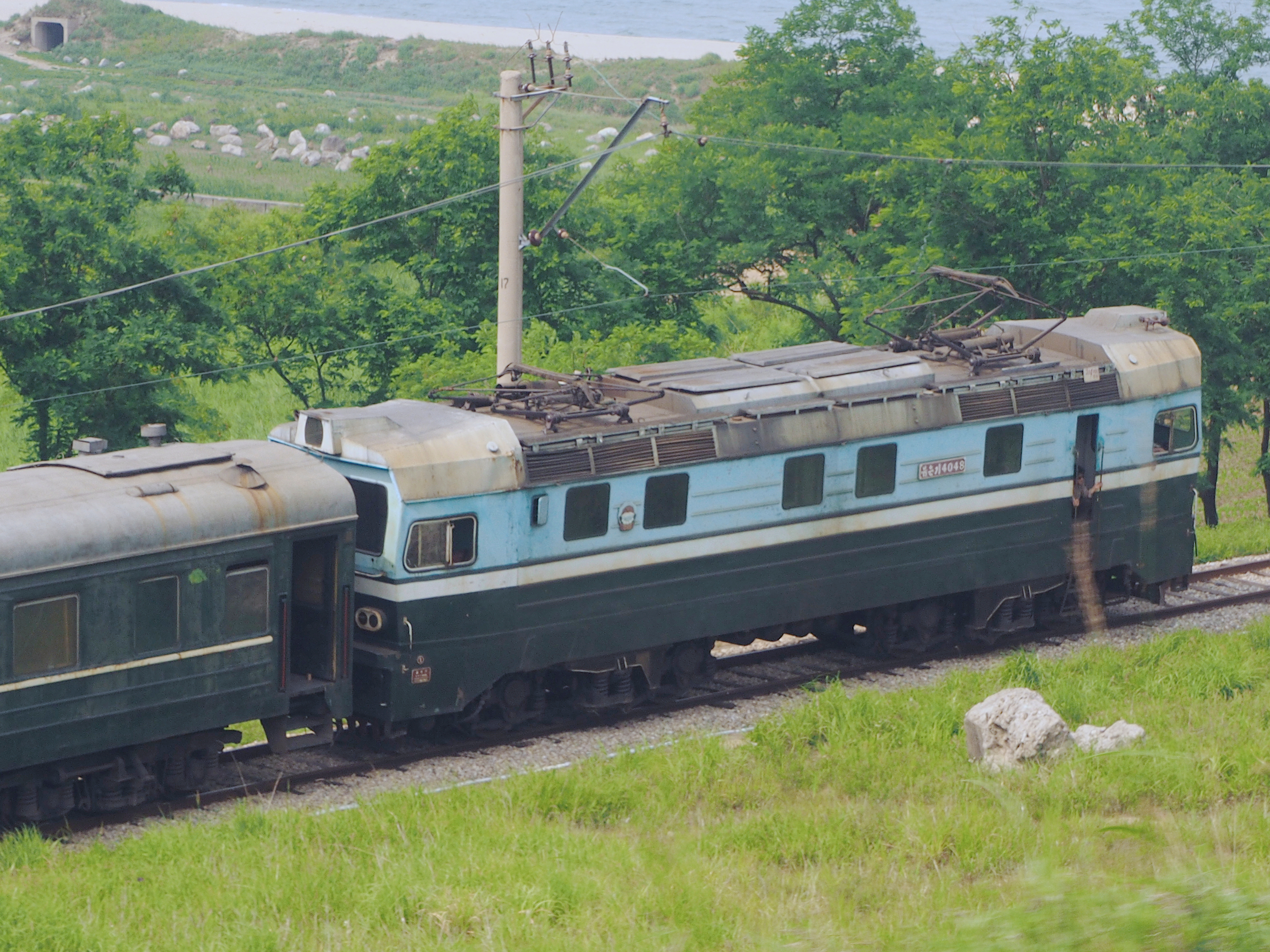
Электровоз класса Ch’ngnyŏnjŏl Kinyŏm, построенный на заводе

Электровозостроительный завод имени Ким Джон Тхэ (кор. 김종태전기기관차연합기업소) — завод в Пхеньяне, крупнейший производитель северокорейского железнодорожного оборудования. Основан в ноябре 1945 года в Сосоновском районе рядом с железнодорожным университетом и железнодорожным вокзалом. Завод производит и ремонтирует электро- и тепловозы, пассажирские вагоны и поезда метро. Подчиняется Министерству железных дорог.

## История

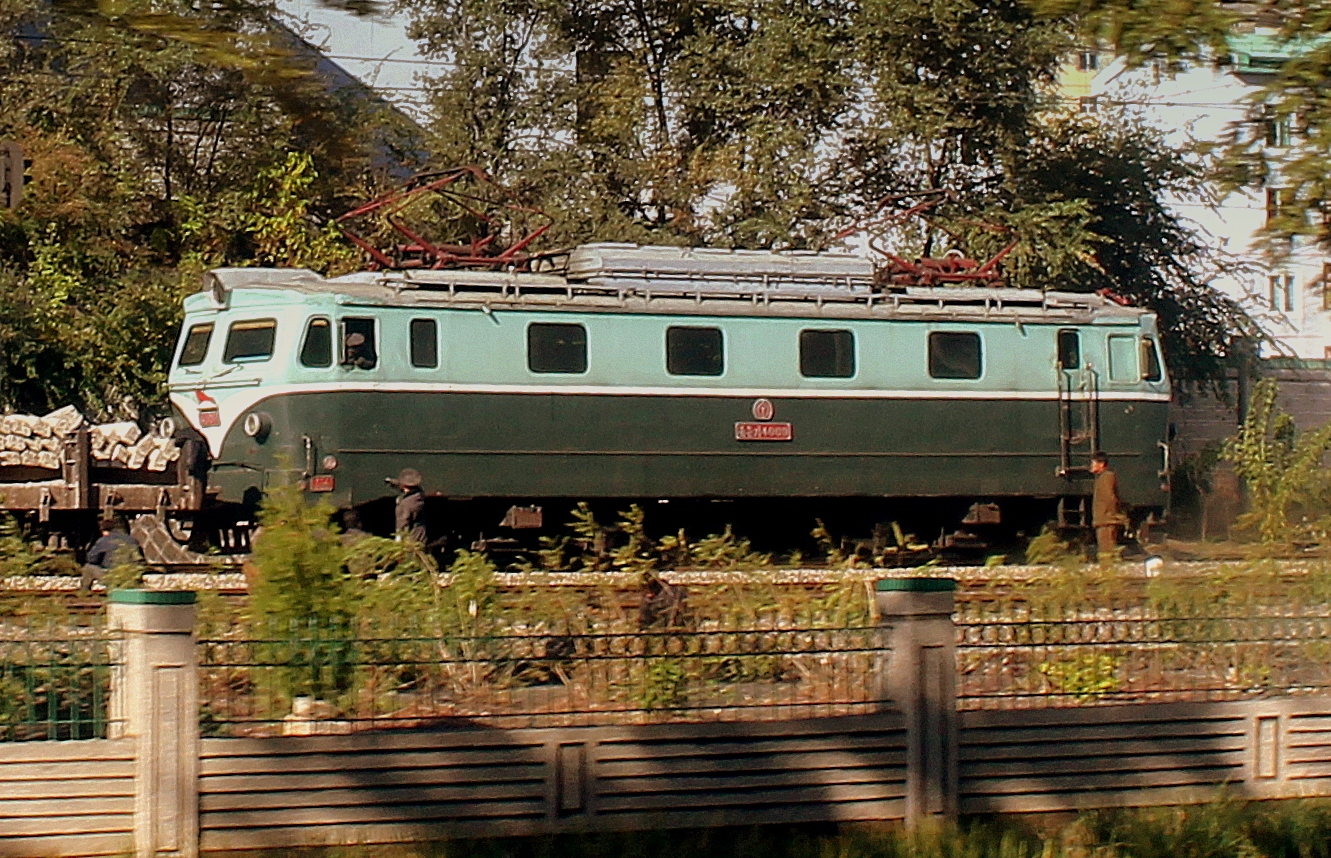
Электровоз класса Red Flag 2 в Пхеньяне

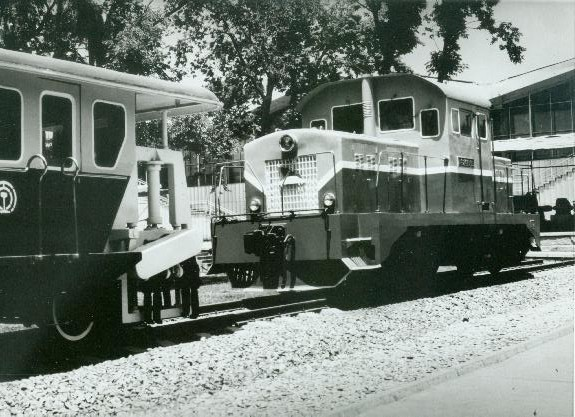
Узкоколейный тепловоз, построенный заводом в 1972 году

Завод был создан как железнодорожный завод Западного Пхеньяна 10 ноября 1945 года.
При помощи Польши в конце 1950-х годов предприятие было расширено и реконструировано.
В 1960 году здесь отремонтировали 210 паровозов, 1800 грузовых и 120 пассажирских вагонов.
В августе 1961 года на заводе был произведён первый в КНДР электровоз «Пульгынпель», после чего он был переориентирован на выпуск электровозов и получил новое название — Пхеньянский электровозостроительный завод.
В 1969 году заводу было присвоено имя Ким Джон Тхэ. В 1972 году завод был награждён орденом Ким Ир Сена.
В 1985—1986 гг. специализацией завода являлось производство электровозов и тепловозов. В это время производственная мощность предприятия обеспечивала возможность выпуска около 60 локомотивов в год.
После визита северокорейского лидера Ким Чен Ира 5 января 2002 года завод начал работу над новой линейкой электровозов, что в конечном итоге привело к выпуску их последнего продукта — Sŏngun Red Flag мощностью 2700 кВт (3600 л. с.) грузовой электровоз класса с асинхронными двигателями с максимальной скоростью 120 километров в час. Первый прототип был представлен 5 января 2011 года, позднее серийные версии начали поступать на службу. В последние годы завод также производил трамваи по проекту чешской ČKD Tatra.
Завод также произвел состав поезда для метро Пхеньяна, который был представлен на церемонии на заводе 23 октября 2015 года с участием Ким Чен Ына. Состав поезда был доставлен в конце 2015 года и введен в эксплуатацию в январе 2016 года.

## Производственная деятельность
Единственный завод в КНДР, способный производить электровозы и тепловозы. История завода неразрывно связана с историей дизельных и электрических двигателей в Северной Корее.
С 1961 года завод имел возможность выпускать 30 новых электровозов в год, помимо ремонта и строительства пассажирских вагонов. В настоящее время площадь объекта составляет 400 000 м², из которых площадь строительных объектов составляет 130 000 м², разделенных на 15 цехов. В компании работает 5000 человек. Он способен обслуживать 100—110 электровозов в год, из них 30-50 могут быть новой постройки; самый большой годовой объём производства составил 60 новых единиц.
С тех пор завод освоил производство других типов локомотивов, таких как электровоз класса Red Flag 6 с шарнирно-сочлененной рамой и несколько других типов электровозов. Тепловозы класса Kŭmsong и Saebyŏl, а также другие маневровые тепловозы, 4-секционный электропоезд класса Juche и различные тепловозы и электровозы для узкоколейных линий.
С 1990-х годов важным мероприятием стал перевод тепловозов на электрические. До сих пор самым крупным таким проектом был перевод советских тепловозов типа М62 на электрические, в результате чего появились локомотивы класса Kanghaenggun.
Текущее производство состоит из 4-осных локомотивов Sŏngun Red Flag, электровоза Bo-Bo-Bo класса Red Flag 5400 мощностью 3160 кВт (4240 л. с.), электровоза класса Red Flag 7 мощностью 4200 кВт (5600 л. с.) с небольшим количеством 249-кВт (334 л. с.) дизель-гидравлических и 176-кВт (236 л. с.) тепловозов, узкоколейных электровозов и 551-кВт (739 л. с.) узкоколейных тепловозов.

## Модели

### Электровозы
Новые модели
- 100-я серия — отдельные копии чехословацкого ČSD Class E 499.1-class.
- 170-я серия — маневровые электровозы Бо-Бо со смещенной кабиной.
- 200-я серия — маневровые электровозы Бо-Бо со смещенной кабиной.
- 300-я серия — малые маневровые электровозы Бо-Бо с центральной кабиной. На данный момент построено не менее 85.
- Red Flag 1 и 2 — универсальные электровозы. Первый серийный электровоз отечественного производства в Северной Корее; построено более 150, возможно, почти 400 штук. На базе Škoda Type 22E2.
- Red Flag 6 — тяжелые сочлененные грузовые электровозы.
- Red Flag 7 — тяжелые сочлененные грузовые электровозы.
- Red Flag 2000 — электровозы, используемые в основном для пассажирских поездов.
- Ch'ŏngnyŏnjŏl Kinyom — грузовые и пассажирские электровозы серий 4000 и 90000.
- Saebyŏl 1000 — небольшие маневровые электровозы с центральной кабиной, построено не менее 79 штук.
- Sŏngun класса Red Flag — новые грузовые электровозы с асинхронными двигателями.
- 6-осный электровоз переменного тока с асинхронными двигателями